# Shirakami-Sanchi
Shirakami-Sanchi, uma área de 1.300 km² nas montanhas do norte de Honshu, inclui os últimos restos de floresta virgem fria - temperada das árvores de faia de Siebold, que uma vez cobriram as colinas e declives das montanhas do norte do Japão. Podem ser achados nesta floresta o urso-preto e oitenta e sete espécies de pássaros. 
Foi, em 1993, declarado Património Mundial da Humanidade pela Unesco.

## Ligações Externas
- Galeria da Unesco